# Черноморское (Херсонская область)
Черноморское (укр. Чорноморське) — посёлок в Бехтерской сельской общине Скадовского района Херсонской области Украины.
Население по переписи 2001 года составляло 631 человек. Почтовый индекс — 75641. Телефонный код — 5539. Код КОАТУУ — 6522385501.

## Местный совет
7564, Херсонская обл., Скадовский р-н, пос. Черноморское